# هوتونیمی
زیرمنطقۀ هوتونیِمی (فنلاندی: Huutoniemi) یکی از دوازده زیرمنطقه‌ واسا، فنلاند است. این زیرمنطقه در آخرین شمارش (۳۱ دسامبر ۲۰۱۷) ۸۷۶۴ نفر جمعیت داشته است.

## محله‌ها
- آسِوِلی‌کولا (فنلاندی: Asevelikylä)
- پورولا (فنلاندی: Purola)
- هوتونیمی (فنلاندی: Huutoniemi)
- ترینیمی (فنلاندی: Teeriniemi)
- ملانیمی (فنلاندی: Melaniemi)
- کیلاپالستا (فنلاندی: Kiilapalsta)